# Алгоритм Тарьяна
Алгоритм Тарьяна — алгоритм поиска компонент сильной связности в орграфе, работающий за линейное время.

Этот алгоритм основан на том, что:
1. Вершины рассматриваются в обратном топологическом порядке, поэтому в конце рекурсивной функции для исходной вершины не будет встречено ни одной вершины из той же компоненты сильной связности, так как все вершины, достижимые из исходной, уже обработаны.
2. Обратные связи в дереве дают второй путь из одной вершины в другую и связывают компоненты сильной связности в одну.

## Неформальное описание алгоритма
Алгоритм Тарьяна можно понимать как вариацию алгоритма поиска в глубину, в котором при посещении вершины и окончании обработки вершины выполняются дополнительные действия. Посещение вершины происходит при движении от корня к листьям, а окончание обработки вершины — на обратном пути... При посещении вершины она проталкивается во вспомогательный стек, при окончании обработки компоненты сильной связности все её вершины выталкиваются из этого стека.

## Алгоритм в псевдокоде
```
    
// входные данные: ориентированный граф G = (V, E) 

    
// выходные данные: множество компонент сильной связности 

   
    
index
 := 0
    
stack
 := []
    
for each
 
v
 
in
 
V
 
do

        
if
 
v
.index = null 
then

            strongconnect(
v
)
   
    
function
 strongconnect(
v
)
        
// В index храним количество ранее обработанных вершин, v.index - это "время входа" в вершину v

        
v
.index := 
index

        
v
.lowlink := 
index

        
index
 := 
index
 + 1
        
stack
.push(
v
)
        
// Поле onStack нужно, чтобы проверять принадлежность вершины стеку за O(1)

        
v
.onStack := true
      
        
// Перебираем рёбра, исходящие из v

        
for each
 (
v
, 
w
) 
in
 E 
do

            
if
 
w
.index = null 
then

                
// Вершина w ранее не посещалась; запустимся из неё рекурсивно

                strongconnect(
w
)
                
v
.lowlink := min(
v
.lowlink, 
w
.lowlink)
            
else if
 
w
.onStack 
then

                
// Вершина w находится в стеке, значит, принадлежит той же компоненте сильной связности, что и v

                
// Если w не в стеке, значит, ребро (
v
, 
w
) ведёт в ранее обработанную компоненту сильной связности и должна быть проигнорирована

                
// Замечание: в следующей строке намеренно используется w.index вместо w.lowlink - это отсылает к исходной статье Тарьяна

                
// Если заменить w.index на w.lowlink, алгоритм останется корректным

                
v
.lowlink := min(
v
.lowlink, 
w
.index)
      
        
// Вершина v - корень текущей компоненты сильной связности, все вершины в стеке от v и выше образуют эту компоненту

        
if
 
v
.lowlink = 
v
.index 
then

            создать новую компоненту сильной связности
            
repeat

                
w
 := 
stack
.pop()
                
w
.onStack := false
                добавить 
w
 в текущую компоненту сильной связности
            
while
 
w
 ≠ 
v

            вывести текущую компоненту сильной связности
```

## Время работы
Алгоритм имеет временну́ю сложность {\displaystyle \mathrm {O} (|V|+|E|)}, где {\displaystyle |E|} — количество рёбер, а {\displaystyle |V|} — вершин графа.